# Thomas Blondelle
Thomas Blondelle (Brugge, oktober 1982) is een Belgische tenor, operazanger en componist.

## Levensloop
Blondelle is de zoon van Paul Blondelle, leraar klassieke talen en ere-directeur van het Sint-Andreasinstituut, en van Ingrid Bonneure. Hij heeft een oudere zus en broer.
Hij liep middelbare school aan het Onze-Lieve-Vrouwecollege in Assebroek. Hij behaalde einddiploma's piano, zang en muziektheorie aan de muziekscholen van Tielt en Brugge, waar hij zangles had van Catherine Vandevelde en studeerde musicologie aan de Katholieke Universiteit Leuven, waar hij met grote onderscheiding in 2006 het diploma behaalde. Hij volgde tevens stages en masterclasses bij onder meer Charlotte Margiono, Christof Loy, Tom Krause, Sarah Walker, Helmut Deutsch en José Cura.

## Prijzen
- Hij werd laureaat met een eerste prijs voor solozang in de wedstrijd Axion Classics van Dexia Bank.
- In maart 2002 werd hij laureaat (2de prijs) van de Prix Jâcques Dôme in Verviers.
- In mei 2004 werd hij halvefinalist van de Competizione dell’opera in Dresden.
- In januari 2005 kreeg hij op het Vinas–concours in Barcelona de prijs voor veelbelovend jong talent.
- In augustus 2006 werd hij finalist van het Concours International de Chant de Marmande.
- In 2007 kreeg hij de Förderpreis für junge Künstler van de Staatstheaterfreunde Braunschweig (Duitsland).
- In 2011 won Blondelle de tweede prijs in de Koningin Elisabethwedstrijd 2011 (voor zang). Zijn prestatie was de beste ooit vanwege een Belg in deze prestigieuze wedstrijd. De eerste prijs ging naar de Zuid-Koreaanse sopraan Hong Haeran.
- In 2012 won hij de prijs "Palazetto Bru" op het Belvedere Concours in Wenen.

## Operacarrière

### Vroege carrière
Tijdens zijn studentenperiode was hij meermaals op de professionele scene te zien.
- In maart 2003 debuteerde hij in De Munt in Brussel als Hans in Weisse Rose van Udo Zimmermann (reprise in 2005), en zong die rol in 2004 opnieuw aan het Grand Théâtre de Luxembourg (productie Wiener Staatsopera).
- In 2005 zong hij
  - Alfredo/La Traviata in een openluchtproductie van Akouna in Parijs,
  - Offizier/Ariadne auf Naxos voor De Vlaamse Opera en
  - 2de Priester/1ste Geharnaste man/Die Zauberflöte in de Opera van Toulon.
- In 2006 zong hij
  - de rol van Cassio in Otello van Verdi voor het Staatstheater Braunschweig,
  - en was hij Tamino/Die Zauberflöte van Mozart in Parijs (productie Akouna).

### Professionele carrière
- Van september 2006 tot juli 2009 was hij solist bij het Staatstheater Braunschweig en zong onder meer:
  - Cassio/Otello,
  - Boris/Katja Kabanova,
  - Alfredo/La Traviata,
  - Edwin/Die Czardasfürstin,
  - Prinz/Die Liebe zu den drei Orangen,
  - Belmonte/Die Entführung aus dem Serail,
  - Orlando/Orlando Paladino en
  - Eisenstein/Die Fledermaus.
- In 2009 debuteerde hij aan de Deutsche Oper Berlin en trad op in 2 premières :
  - Remendado/Carmen en
  - L'Abbé Marie Victoire.
- Vanaf het seizoen 2009-2010 werd hij vast solist aan de Deutsche Oper Berlin, en zong onder meer
  - Tamino/Die Zauberflöte,
  - Ismaele/Nabucco,
  - Froh/Das Rheingold,
  - Siegfried/Klein Siegfried,
  - Cassio/Otello,
  - Le Chevalier/Dialogues des Carmélites,
  - Prince/L'Amour des trois Oranges,
  - Macduff/Macbeth,
  - Bob Boles/Peter Grimes,
  - Tanzmeister/Ariadne auf Naxos,
  - Walther/Tannhäuser en
  - David/Die Meistersinger von Nürnberg.
- Als freelance zanger was hij te gast bij heel wat operahuizen.
  - In maart 2007 vertolkte hij de rol van Melchior Gabor in de wereldcreatie van Benoît Merniers Frühlings Erwachen in de Munt in Brussel.
  - In 2009 zong hij die rol opnieuw aan de Opéra National du Rhin (Straatsburg).
  - Hij zong de rol van Froh in de première van Das Rheingold aan de Bayerische Staatsoper München, ging met hen op tournee naar Japan (als Tanzmeister/Ariadne auf Naxos),
  - zong de rol van Gomatz/Zaide voor het Schleswig Holstein Festival en
  - was te zien als Porcus/Jeanne d'Arc au bûcher bij het Saito Kinen Festival Japan.
  - Hij debuteerde als David/Die Meistersinger von Nürnberg aan de Nederlandse Opera in Amsterdam en
  - als Erik/Der fliegende Holländer aan de Opera National du Rhin in Straatsburg.
  - Aan de Volksoper Wien zong hij in 2011 de première van Graf Zedlau/Wiener Blut, en
  - voor de Operettesommer Kufstein zong hij
    - Edwin/Die Csardasfürstin,
    - Camille/Die lustige Witwe en
    - Graf Zedlau/Wiener Blut.

  - Bij het Luzern Festival zong hij Froh/Das Rheingold, en
  - op de BBC Proms 2013 zong hij Walther/Tannhäuser.

## Concertzanger
Zijn concertrepertoire omvat de grote oratoria en liedcycli. Hij was als solist te zien in concerten met onder meer met het WDR Sinfonieorchester, WDR Rundfunkorchester, Stuttgarter Philharmoniker, Bamberger Symphoniker, Brussels Philharmonic, Het Symfonieorkest Vlaanderen, RIAS Kammerchor, La petite Bande, DSO Berlin, en het BBC Scottish Symphony Orchestra.
Hij werkte met dirigenten als Yves Abel, Marc Albrecht, Marco Armiliato, Bertrand de Billy, Paolo Carignani, Alexander Joel, Michail Jurowski, Jiri Kout, Sigiswald Kuijken, Kent Nagano, Jonathan Nott, Sir Simon Rattle, Carlo Rizzi, Donald Runnicles, Ulf Schirmer, Michael Schønwandt, Steven Sloane, Kazuki Yamada en Lothar Zagrosek.
Hij zong onder meer:
- Symphoniae Sacrae (Schütz),
- The Messiah (Händel),
- Die Schöpfung (Haydn),
- Requiem (Mozart),
- Mis in G (Schubert),
- Requiem (Donizetti),
- Paulus (Mendelssohn)
- Golgotha (Martin).
- In juni 2007 zong hij de tenorsolo's in Stravinsky’s Threni (Lamentationes) met het RIAS Kammerchor en het Symphonieorchester Berlin in de Philharmonie van Berlijn,
- In november 2007 zong hij in Hamburg en Sonderborg (Denemarken) de 1ste tenorsolo in Les Béatitudes van César Franck.
- In juli 2008 zong hij in Sankt Gallen de tenorsolo in Bruckners Fmoll messe.
- In Dortmund zong hij in 2009 Sir Hervey in een concertante versie van Anna Bolena.
- In Keulen en Dortmund zong hij in juni 2010 Rustighello in Lucrezia Borgia.
- In de Berliner Dom zong hij in 2010 Te Deum & Messe in D van Nicolaï.
- In 2011 zong hij Auf dem Wasser zu singen van Jörn Arnecke, in Hildesheim en in Hamelen.

Als liedzanger werkte hij samen met pianisten Liebrecht Vanbeckevoort, Inge Spinette, Daniel Blumenthal en Ulrich Eisenlohr. In 2012 verscheen zijn eerste liedcd, "Banalités" bij het label Fuga Libera. Hij gaf liedrecitals in onder meer het Théâtre du Châtelet in Parijs (2012) en het Concertgebouw Brugge (2012).

## Componist en librettist
Blondelle heeft liederen geschreven die in 1999, 2000 en 2001 de KBC Aquarius compositieprijs voor jonge componisten kregen. Zijn musical Sarah ging in Brugge in première in maart 2005. Hij componeert een eerste (kinder)opera onder de naam Icaria.
Hij werkt ook als librettist en schreef het libretto voor de kinderopera De Witte Slang van Damien Parmentier.